# Кобилярня (Куявсько-Поморське воєводство)
Кобилярня (пол. Kobylarnia) — село в Польщі, у гміні Нова-Весь-Велька Бидґозького повіту Куявсько-Поморського воєводства.
Населення — 345 осіб (2011).
У 1975-1998 роках село належало до Бидгощського воєводства.

## Демографія
Демографічна структура станом на 31 березня 2011 року:
|          | Загалом | Допрацездатний вік | Працездатний вік | Постпрацездатний вік |
| -------- | ------- | ------------------ | ---------------- | -------------------- |
| Чоловіки | 166     | 36                 | 117              | 13                   |
| Жінки    | 179     | 49                 | 107              | 23                   |
| Разом    | 345     | 85                 | 224              | 36                   |